# Albert Schlicklin

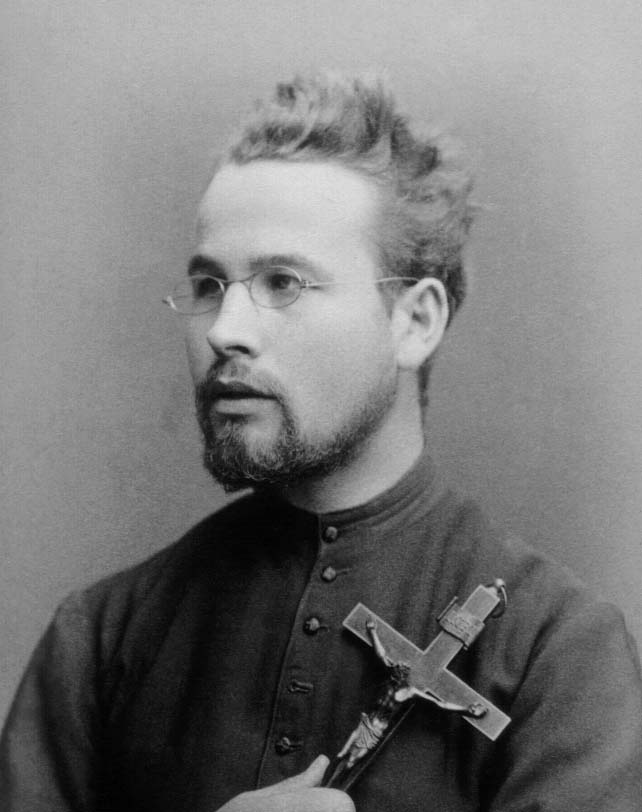
Chân dung của Cố Chính Linh

Albert Schlicklin (1857–1932), còn được biết với tên gọi Cố Chính Linh ("cố chính" là cách xưng cũ đối với vị linh mục Tổng đại diện, "Linh" là tên âm Việt của ông), là một linh mục Công giáo La Mã người Pháp. Ông là người có công dịch bộ Kinh Thánh từ tiếng Latinh sang ngôn ngữ Việt Nam. Bản dịch của ông cho tới ngày nay vẫn là cơ sở cho các bản dịch Kinh Thánh chính thức.
Ông sinh ngày 12 tháng 11 năm 1857 tại Liebsdorf, vùng Alsace (Pháp). Được Hội Thừa sai Paris gửi đến Việt Nam năm 1885, với sự giúp đỡ của các học giả Công giáo người Việt, ông nghiên cứu ngôn ngữ Việt và tập trung cho việc chuyển ngữ bộ Kinh Thánh từ bản Kinh Thánh Latin Vulgate, là bản Kinh Thánh được Tòa Thánh Vatican chính thức công nhận. Khoảng năm 1913–1914, Hội Thừa Sai Paris tại thành phố Hồng Kông cho phát hành bản Kinh Thánh Cựu ước, được in song ngữ bản Latin Vulgate với bản dịch Việt ngữ của ông. Năm 1916, Kinh Thánh Tân ước cũng được phát hành và cũng in song ngữ, một bên chữ Việt một bên chữ Latin.
Ngoài công trình dịch Kinh Thánh ra, ông còn viết một số tác phẩm bằng Việt ngữ như:
- "Sách dạy về gốc tích cội rễ sự đạo", 1908
- "Thần học tín lý", 1908
- "Thần học luân lý", 1911
- "Công giáo luân lý khoa", 1919
- "Triết học khoa", 1917
- "Phép mộ sự khôn ngoan", 1917

Ông qua đời ngày 2 tháng 3 năm 1932 tại Hà Nội.